# Léon Minkus
Léon Minkus, egentligen Ludwig Alois Minkus, född 23 mars 1826 i närheten av Brno, död 7 december 1917 i Wien, var en österrikisk balettkompositör och violinist av tjeckisk och polsk börd.